# Milford Court-Pigeon Point
Milford Court-Pigeon Point es una localidad de Trinidad y Tobago, que forma parte de la parroquia de St. Patrick.

## Geografía
La localidad abarca parte de la isla de Tobago y limita al norte y al oeste con el mar Caribe, al sur con Crown Point y Bon Accord y al este con Canaan.

## Demografía
Datos demográficos de la localidad de Milford Court-Pigeon Point:
| Gráfica de evolución demográfica de Milford Court-Pigeon Point entre 2000 y 2011 |
|                                                                                  |